# SMAP 009
Albums de SMAP
SMAP 008 TACOMAX
(1996) SMAP 011 Su
(1997)
Compilations par SMAP
SMAP COOL
(1er janvier 1995) WOOL
(26 mars 1997)
Remix par SMAP
SMAP BOO
(22 novembre 1995)
Singles
1. Hadaka no Ōsama ~Shibutoku Tsuyoku~
Sortie : 5 mai 1996

SMAP 009 est le neuvième album studio sorti le 3 mars 1996 et le premier sans l'un des membres originaux, Katsuyuki Mori, qui a quitté le groupe en mai 1996.

## Détails de l'album
L'album sort le 12 août 1996 en une seule édition sur le label Victor Entertainment après le précédent album SMAP 008 TACOMAX sorti en mars 1996.
Il atteint la 1re place du classement hebdomadaire des ventes de l'Oricon.
L'opus comprend au total 10 titres dont un single sortis quelques mois auparavant dont : Hadaka no Ōsama ~Shibutoku Tsuyoku~ (en mai 1996). L'un des membres, Katsuyuki Mori (qui a quitté le groupe en mai 1996, avant la sortie du disque), fait sa seule apparition sur le single et n'est cependant pas crédité sur l'album.

## Formation
Membres crédités sur l'album : 
- Masahiro Nakai : leader ; chœurs
- Takuya Kimura : chant principal (en solo sur la piste n°4)
- Goro Inagaki : chœurs
- Tsuyoshi Kusanagi : chœurs
- Shingo Katori : chœurs (en solo sur la piste n°6)

Membre autre: 
- Katsuyuki Mori : chant principal (ne participe que sur la piste n°10) [non crédité]

## Liste des titres
| 1.  | Relax                                                                 |                                  | 5:14 |
| 2.  | Marathon (マラソン)                                                   |                                  | 5:04 |
| 3.  | Nami Kaze wo Warukunai (波風も悪くない)                               |                                  | 3:50 |
| 4.  | Denwa Shiyō ka na (電話しようかな)                                    | Takuya Kimura en solo            | 5:08 |
| 5.  | Kimi wo Dakishimetai (君を抱きしめたい)                               |                                  | 5:43 |
| 6.  | Natsu ga Kuru (夏が来る)                                              | Shingo Katori en solo            | 4:26 |
| 7.  | Shampoo Mittsu (シャンプー3つ)                                        |                                  | 4:31 |
| 8.  | Harlem River Drive                                                    | Tsuyoshi Kusanagi en solo        | 4:21 |
| 9.  | Ano Natsu no Hi (あの夏の日)                                          | chanson thème de Nakai Kun'onsen | 5:01 |
| 10. | Hadaka no Ōsama ~Shibutoku Tsuyoku~ (はだかの王様 ～シブトクつよく～) | 21e single (avec Katsuyuki Mori) | 4:02 |